# 225711 Danyzy
225711 Danyzy este o planetă minoră (asteroid) din centura de asteroizi. A fost descoperită pe 17 august 2001 la observatoire des Pises⁠(d) de observatoire des Pises⁠(d) și a fost numită după Augustin Danizy⁠(d). 
Obiectul prezintă o orbită caracterizată de o semiaxă mare de 2,4305817154382 UAi, o excentricitate de 0,17, o înclinație de 1 ° în raport cu ecliptica.